# Osmium(VIII)-sulfid
Osmium(VIII)-sulfid oder Osmiumtetrasulfid (OsS4) ist eine anorganische chemische Verbindung des Osmiums aus der Gruppe der Sulfide. Es handelt sich hierbei um einen dunkelbraunen, kristallinen Feststoff, der sich beim Schmelzen zersetzt.

## Gewinnung und Darstellung
Osmium(VIII)-sulfid kann hergestellt werden, indem Schwefelwasserstoff durch angesäuerte Lösungen von Osmium(VIII)-oxid geleitet wird. Als Nebenprodukt entsteht dabei Wasser. Die Gleichung lautet wie folgt:
{\displaystyle {\ce {OsO4 + 4 H2S -> OsS4 + 4 H2O}}}
Untersuchungen gehen davon aus, dass die so erzeugte Verbindung eher Osmiumdisulfid mit einem Anteil Schwefel zum Beispiel in Form von (S2)OsS2 ist. Die erste experimentelle Beobachtung von reinem OsS4 erfolgte durch spektralanalytischen Nachweis bei Reaktion eines Schwefeldampfes mit Osmiumatomen.

## Eigenschaften
Osmium(VIII)-sulfid ist zwar nicht in kaltem Wasser löslich, jedoch in verdünnter Salpetersäure. Mit Permanganaten und Bichromaten kann die Verbindung oxidiert werden.